# Ceilodiastrophon brunneum
Ceilodiastrophon brunneum är en fjärilsart som beskrevs av George Thomas Bethune-Baker 1908. Ceilodiastrophon brunneum ingår i släktet Ceilodiastrophon och familjen nattflyn. Inga underarter finns listade i Catalogue of Life.